# 전해산
전해산(全海山, 1879년 10월 18일(음) ~ 1910년 7월 18일(음))은 한말의 의병장이다. 
본관은 천안(天安). 이름은 기홍(基泓), 자는 수용(垂鏞), 호는 해산(海山).

## 생애
전라북도 임실 출생으로 몰락한 양반 가문에서 태어났다. 곽종석의 제자인 이한룡의 문하에서 한학을 공부하였고, 호남 지방의 유림 세력인 기우만, 기삼연, 오성술, 고광순 등과 교류를 가졌다. 이들은 모두 후에 의병 운동에 참가하여 의병장이 되었다.
1905년 을사조약이 체결되자 거병 모의에 가담했다. 위정척사론의 거두인 최익현이 이듬해 임실 인근인 정읍에서 호남 지역 유림들을 규합하여 의병을 일으켰을 때 찾아가 최익현을 만났으나 거사에는 참가하지는 않고 귀향했다. 1907년에도 기삼연이 장성에서 일으킨 의병대에 직책을 맡았으나 활동은 하지 않았다. 그가 의병 운동에 본격적으로 뛰어든 것은 1908년 이석용이 임실과 진안을 중심으로 조직한 창의동맹단에 참모로 참가하면서부터이다.
창의동맹단이 일본군과의 전투에서 연패하면서 그는 기삼연의 장성 의병대에 합류하기로 하고 이석용과 헤어졌으나, 장성에서는 이미 전사한 기삼연을 이어받아 의병대를 이끌고 있던 김태원까지 전사하고 난 뒤였다. 전해산은 남은 병사들을 규합 중이던 오성술과 합류하였고, 여기에 해산된 군인들을 이끌고 한성부에서 내려온 정원집이 가세함으로써 1908년 음력 7월 25일에 대동창의단을 조직하여 대장에 취임했다.
대동창의단은 1909년 5월까지 약 10개월 동안 호남 서남부 지역에서 소규모 유격전을 위주로 활동하였으며, 1908년 겨울에는 호남 지역 의병대의 연합 부대를 구성하여 호남동의단을 창단하기도 했다.
그러나 순종의 의병 해산령과 함께 거듭되는 연패로 인해 전해산은 영광에서 부대 지휘권을 박영근에게 맡기고 뒷선으로 물러나게 되었고, 이후 남원에 숨어 지내다가 조두환의 밀고로 체포되었다.
1910년 대구 형무소에서 교수형으로 처형되었다. 이때 박영근, 심남일, 오성술, 강무경도 함께 사형에 처해졌다. 처형당한 시신을 수습해 장례를 치를 때 전해산의 부인도 자결한 것으로 전해진다.

## 사후
- 1962년 건국훈장 대통령장이 추서되었다.

- 의병 활동 내역을 기록한 《전해산진중일기(全海山陣中日記)》 가운데 일부가 남아 있다[1].

## 같이 보기
- 독립유공자로 대통령장을 수여받은 사람

## 참고자료
- 전해산 : 독립유공자 공훈록 - 국가보훈처
- 대한민국 국가보훈처, 이 달의 독립 운동가 상세자료 - 전해산, 1995년 7월